# Kruševo
Kruševo (makedonsko Крушево; vlaško Crushuva) je mesto in občina v Severni Makedoniji. V makedonščini ime pomeni mesto hrušk. Je najvišje ležeče mesto v Severni Makedoniji in eno najvišjih na Balkanu, in leži na nadmorski višini več kot 1350 m. Mesto Kruševo je sedež občine Kruševo. Mesto je uradno dvojezično, makedonsko in aromunsko, zato sta obe imeni mesta uradni. Kruševo je edini kraj na svetu, kjer ima aromunščina kakršen koli uradni status. Leži v zahodnem delu države, s pogledom na regijo Pelagonija, 33 oziroma 53 km od bližnjih mest Prilep in Bitola.

## Ime
Ime mesta v drugih balkanskih jezikih je:
- Albanščina: Krushevë
- Grško: Κρούσοβo (Kroúsovo) ali Κρουσοβός (Krousovós)
- Romunščina: Crușova
- Turško: Kruşova ali Kuruşova

## Zgodovina

### Srednji vek
Prvotno del Bizantinskega cesarstva je v 9. stoletju območje osvojilo Prvo bolgarsko cesarstvo, da bi ga v 11. stoletju ponovno osvojil Bizanc. Regija je kmalu prišla pod vladavino kratkotrajne Prilepske kneževine princa Marka (vladal 1371–1395), države naslednice Srbskega cesarstva (1346–1371), kjer je bil oče župan Vukašina Mrnjavčevića (sovladar kralj Štefan Uroš V.) pokrajine. Kneževina in regija sta leta 1395 prišli pod osmansko turško oblast.

### Osmanska vladavina
Velik del makedonskega prebivalstva v Kruševu izvira iz Lazaropola in izhaja iz Mijakov, makedonske podskupine, ki se je v mestu naselila skupaj z Aromuni do sredine 19.a stoletja. Aromuni so se naselili v Kruševo poleg pravoslavnih albanskih beguncev, pogosto v skupinah družin in pod vodstvom duhovnika, ki so bežali pred družbeno-politično in gospodarsko krizo 18. stoletja v današnji južni Albaniji. Pravoslavni Albanci so prispeli iz Vithkuqa in regije Opar, medtem ko lokalne tradicije Kruševa prav tako poročajo, da so druge družine prispele iz Korçë in vasi Polenë, Dardhë in Mborje.
V 19. stoletju je Kruševo zraslo kot trgovsko središče s povezavami po vsem Balkanu in širše. Na Dunaju so delovali lokalni trgovci, kot sta brata Niciotas in pet drugih podjetij. V 1860-ih sta bili v mestu ustanovljeni bolgarska občina in bolgarska šola. Kasneje so odprli bolgarsko dekliško šolo , ki je delovala sočasno z grškimi šolami v mestu. Leta 1876 je v Kruševu začela delovati romunska šola. V začetku 20. stoletja je bilo Kruševo majhno mesto v vilajetu Manastir z mešanim prebivalstvom 4950 Bolgarov, 4000 Vlahov (Aromunov) in 400 krščanskih Albancev, po statistiki bolgarskega geografa Vasila Kanchova. Zaradi medsebojnih zakonskih zvez z domačini je na začetku 20. stoletja le malo v majhni lokalni pravoslavni albanski skupnosti govorilo albansko. Z Aromuni naseljena soseska v Kruševu še vedno nosi ime Arbineš, kar v aromunskem jeziku pomeni Albanci.  Med Ilindensko vstajo leta 1903 so uporniki razglasili kratkotrajno Kruševsko republiko. Ker je bila vstaja zatrta, je mesto skoraj popolnoma uničila osmanska vojska. Ena najpomembnejših točk v Ilindenskem uporu je bila razglasitev Kruševskega manifesta. Pozval je vse prebivalce Makedonije ne glede na narodnost in vero, naj se skupaj borijo proti Osmanskemu cesarstvu. V okolici je spomenik Mečkin kamen. To je bil kraj, kjer je četa Pitu Gulija poskušala braniti mesto Kruševo pred turškimi vojaki, ki so prihajali iz Bitole. Četa in njen vodja (vojvoda) se spominjata kot junaških branilcev Kruševa in okoliških vasi.

### Kraljevina Jugoslavija
Od leta 1929 do 1941 je bilo Kruševo del Vardarske banovine

## Demografija
Po popisu leta 2002 je imelo mesto Kruševo 5330 prebivalcev, narodnostna sestava pa je bila naslednja:
- Makedonci, 4273 (80,2%)
- Romuni, 1020 (19,1 %)
- drugi, 37 (0,1%)

Najpogostejši materni jeziki v mestu so naslednji:
- makedonščina, 4562 (85,6%)
- romunščina, 744 (14,0 %)
- drugi, 24 (0,5%)

Uradna jezika mesta sta makedonščina in aromunščina. Kruševo je edini kraj, kjer ima aromunščina kakršen koli uraden status. Vse ostale oblike priznavanja jezika v svetu predstavljajo splošno, vsedržavno priznavanje v Albaniji in Severni Makedoniji.
Verska sestava mesta je bila naslednja:
- pravoslavni kristjani, 5275 (99,0%)
- drugi, 55 (1,0 %)

- Churches in Kruševo
- Cerkev sv. Nikolaja
- Cerkev sv. Trojice
- Cerkev sv. Janeza Krstnika
- Cerkev Matere Božje

## Znamenitosti
Kruševo je gorsko mesto. Leži na nadmorski višini 1350 metrov in je najvišje ležeče mesto v Severni Makedoniji. Kruševo je znano po domači arhitekturi iz 19. stoletja. V mestu so stare in novejše hiše, zgrajene v slogu stare makedonske arhitekture.
Tu je Mečkin kamen, zgodovinska znamenitost, ki označuje prizorišče upora leta 1903. Vsako leto 2. avgusta je eno od dveh prizorišč tradicionalnih makedonskih proslav ob dnevu republike, ki se jih udeležijo vodilni makedonski politiki voditelji.
V Kruševu je tudi spomenik Makedonium, posvečen Ilindenski vstaji in Kruševski republiki ter številni muzeji Ilindenske vstaje.
V mestnih galerijah je razstava ikon iz 19. stoletja in spomenik makedonskemu slikarju Nikoli Martinovskemu, ki se je rodil v tem mestu.
Kruševo je zaradi svoje nadmorske višine eden izmed zimskih športnih centrov Severne Makedonije. Lokalni nogometni klub FK Pitu Guli je dobil ime po lokalnem revolucionarnem voditelju in igra v drugi makedonski ligi (vzhodna divizija).

## Ethno-Town Project
Obstaja projekt, imenovan Etno mesto Kruševo, ki ga podpira Ministrstvo za kulturo Severne Makedonije in ga je razvila majhna skupina navdušencev. Po tem projektu naj bi Kruševo izgledalo kot mesto z začetka 20. stoletja, kjer je bilo leta 1903 središče Ilindenske vstaje, ki je vodila do nastanka prve republike na Balkanu, Kruševske republike. Ljudje bodo oblečeni kot osmanski Turki in makedonski revolucionarni borci za svobodo. Cilj projekta je, da bi Kruševo v petih letih postalo glavna turistična destinacija.
== Arhitektura Kruševa ==o
- Razglednica Kruševa iz 1920-ih
- Mestna arhitektura
- Kruševo pozimi
- Tipična hiša
- Rojstna hiša Nikole Martinoskega
- Hiša, kjer je živel Nikola Karev
- Tipična hiša
- Tipična hiša
- Tipična hiša
- Tipična hiša
- Tipična hiša
- Spomenik Toše Proeskemu